# Compromis austro-hongrois
- Royaumes et pays représentés à la Diète d'Empire (Autriche)
- Pays de la Couronne de Saint-Étienne (Hongrie)
- Bosnie-Herzégovine

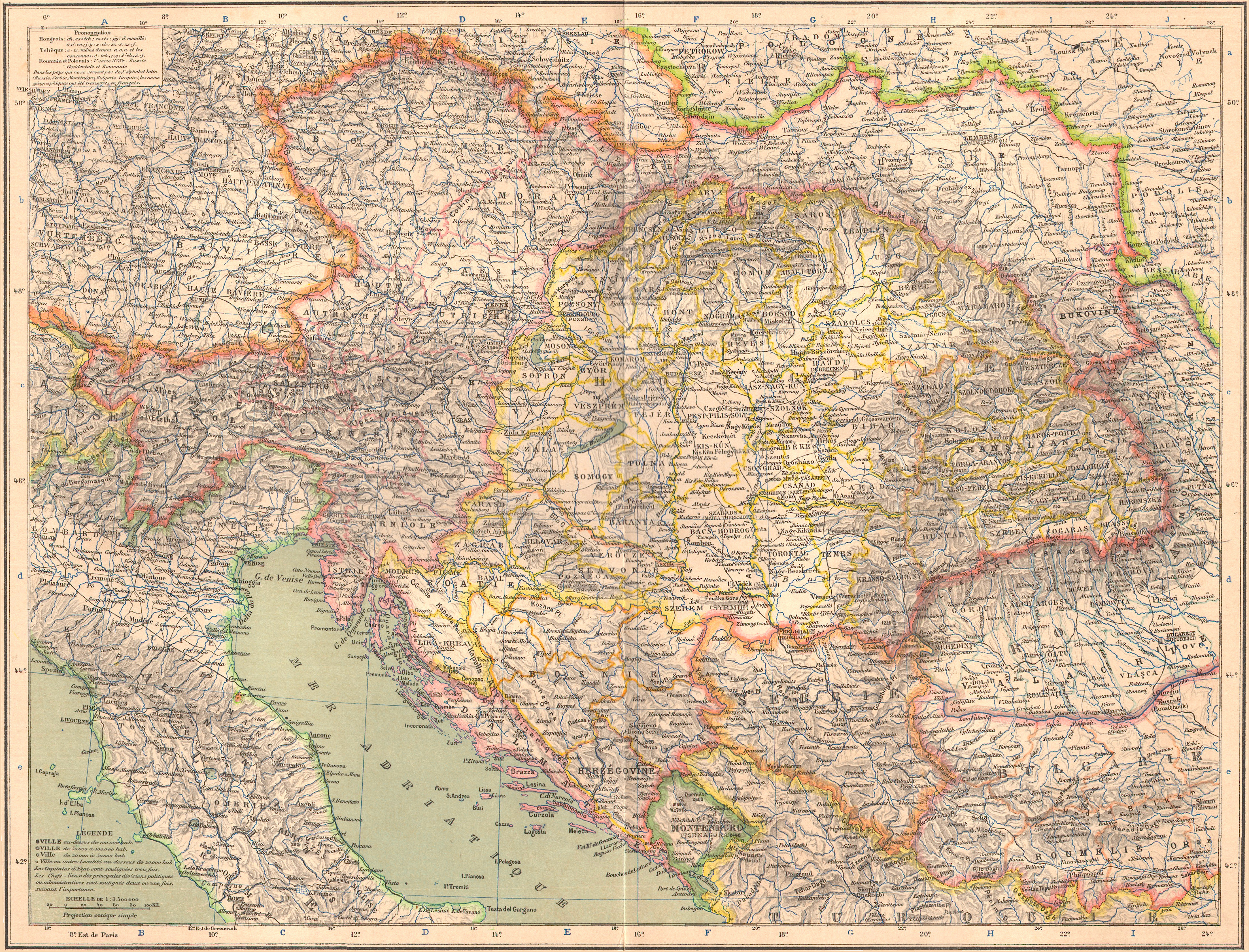
Carte en français de l’Autriche-Hongrie en 1887 : Autriche en rose, Hongrie en jaune, Bosnie (encore nominalement ottomane) en orange.

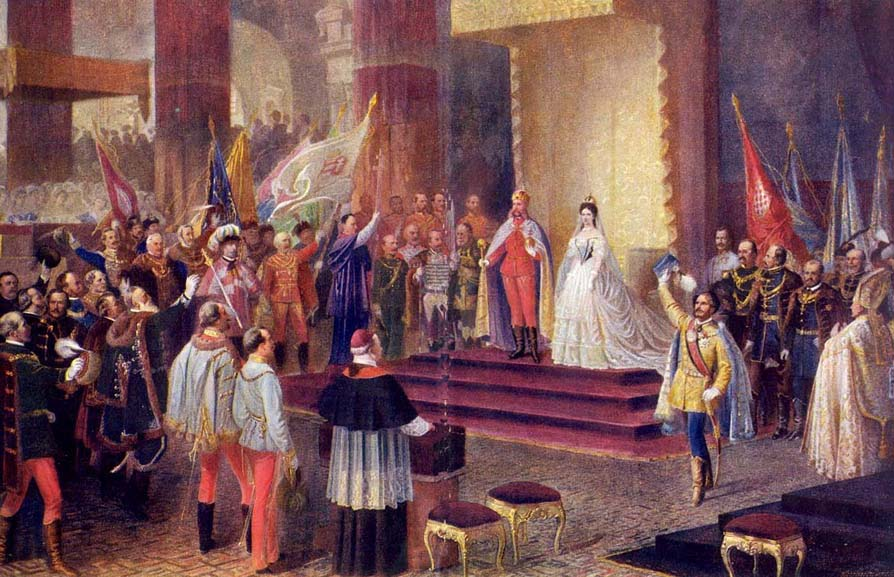
Couronnement de François-Joseph et Élisabeth (« Sissi ») à Budapest en 1867 comme souverains du royaume hongrois.

Le pavillon marchand de l’Autriche-Hongrie.

Le Compromis austro-hongrois (en allemand : Österreichisch-Ungarischer Ausgleich « compensation, arrangement » ; en hongrois : kiegyezés « compromis, accord, acceptation ») établit en 1867 la double-monarchie d’Autriche-Hongrie, remplaçant l’empire d'Autriche lui-même issu en 1804 de l’empire des Habsbourg. Ce compromis est signé par l’empereur d'Autriche François-Joseph Ier et une délégation hongroise, dirigée par l’homme d’État Ferenc Deák : il dresse le cadre d’un nouveau mode de gouvernement par lequel les entités autrichienne et hongroise sont gouvernées par des Parlements et des Premiers ministres différents. L’unité, sous forme d’union réelle, est assurée par un souverain, une armée et plusieurs ministères communs. La « Compensation », signée le 18 février 1867, pose le principe de la fidélité de la Hongrie aux Habsbourg en échange de sa large autonomie au sein de l’Empire : elle est formellement adoptée le 30 mars 1867 par une Diète hongroise restaurée. Ce compromis prend fin le 31 octobre 1918 lors de la dislocation de l'Autriche-Hongrie à l’issue de la Première Guerre mondiale.

## Contexte
Affaiblie par sa défaite dans la guerre austro-prussienne en 1866, l’Autriche, monarchie multinationale, se heurte aux aspirations des différents peuples, qui inquiètent la noblesse autrichienne et la noblesse hongroise, dominantes et possédant la majeure partie des terres de l’Empire. Après de longues tractations, les options fédérales à six (Autriche, Bohême-Moravie, Galicie-Lodomérie, Hongrie, Croatie et Transylvanie), à quatre (Autriche, Bohême, Croatie, Hongrie) ou à trois (Autriche, Hongrie, Croatie) sont écartées au profit d’une option à deux : partie Autrichienne ou « Cisleithanie » et partie Hongroise ou « Transleithanie ». Cette option, la seule que les aristocraties de ces deux entités acceptent, inaugure la « double-monarchie » d’Autriche-Hongrie, également appelée « monarchie danubienne », ainsi que le « double-règne » de François-Joseph et d’Élisabeth, solennellement couronnés le 8 juin 1867 à Budapest comme roi et reine de Hongrie.

## Termes
Le compromis, renouvelable tous les dix ans, fait de l’empire d'Autriche et du royaume de Hongrie deux entités autonomes et égales en union douanière et monétaire, qui disposent chacune de sa propre constitution et de son propre Parlement qui vote son propre budget. Chaque entité dispose de son propre état-civil et émet ses propres passeports : il n'y a donc pas de citoyenneté austro-hongroise, mais soit autrichienne, soit hongroise, et chaque entité a sa propre police et justice (toutefois un citoyen recherché dans l'une des entités, l'est aussi dans l'autre). Les deux chambres du Parlement de chaque partie de la « monarchie danubienne » envoient des représentants, les « Délégations », qui votent le budget des affaires communes (affaires étrangères, guerre, condominium de Bosnie-Herzégovine, postes, marine, flotte, chemins de fer).
Les constitutions étaient d’inspiration libérale au sens politique du terme, mais concrètement, le mode d’élection des députés était inégalitaire. En 1910, en Autriche, les Tausend Adelfamilien (« mille plus nobles familles ») possèdent d’immenses richesses en fortune et en terres, et disposent d’une influence prédominante non seulement à la Cour mais aussi au Reichsrat et donc sur la politique et la diplomatie de l’Empire. Une centaine de ces familles siègent comme « pairs » à la Chambre Haute du Parlement impérial (Herrenhaus). La même année, dans le royaume de Hongrie, seuls 6 % des hommes disposent du droit de vote et un tiers des terres appartient à moins de 9 000 familles de la noblesse hongroise, sur-représentée au Parlement de Budapest. La noblesse hongroise est seule dans la Chambre des magnats (Főrendiház) et largement majoritaire à la Chambre des représentants (Képviselőház), où la vie politique est essentiellement réservée aux Magyars : sur 453 députés, 372 sont magyars,.
Ainsi conçu au profit des nobles autrichiens et hongrois, ce compromis politique satisfait, ou en tout cas ne mécontente pas les populations germanophones et magyarophones, mais porte en lui les germes de la dissolution de la « double-monarchie », car il ne tient pas compte des aspirations des autres peuples de l’Empire, Slaves (Tchèques, Slovaques, Polonais, Ukrainiens, Slovènes, Croates, Serbes) ou latins (Italiens, Roumains).

## Réception à l'étranger
La presse française de l’époque signale le caractère déséquilibré de cet accord fondé sur l’hégémonie de deux nations minoritaires, et pronostique une évolution vers un fédéralisme plus large et ainsi plus équilibré.

## Évolution du compromis et de ses termes
Comme le compromis est décennal, il doit être renégocié tous les dix ans. À chaque renouvellement, l’essentiel de la négociation porte sur le montant de la participation de chacune de ses deux entités au budget commun. En 1867, le partage du budget commun se fait ainsi : 70 % pour l’Empire d'Autriche, 30 % pour le royaume de Hongrie. Jusqu’en 1907, la participation hongroise augmente progressivement jusqu’à concourir à 35 % du budget commun.

## Fin du compromis
À l’issue de la Première Guerre mondiale, les peuples défavorisés de l’Empire réclament l’application du « droit des peuples à disposer d'eux-mêmes » formulé dans le dixième des quatorze points du président américain Woodrow Wilson et proclament leur sécession ; le traité de Saint-Germain y répond en démantelant la « Double Monarchie ». Les bénéficiaires du compromis de 1867 seront cette fois défavorisés : le traité de Saint-Germain interdit l’union des Allemands d’Autriche à la république de Weimar et place ceux du Haut-Adige sous souveraineté italienne ; quant aux Hongrois, le traité de Trianon laisse un quart d’entre eux hors de la nouvelle Hongrie indépendante. Après l’abolition du compromis en 1918, l’aristocratie des deux entités perd ses privilèges : dans les États successeurs de l’Empire, les immenses domaines nobiliaires sont partagés par les réformes agraires entre les paysans locaux, tous les indicateurs de noblesse (titres et noms de terres) sont abolis, et les Habsbourg eux-mêmes ne sont pas épargnés : ils sont interdits de règne et même de séjour tant en Autriche qu’en Hongrie,.